# Out of Body
Out of Body è il quinto album in studio del gruppo musicale statunitense The Hooters, pubblicato nel 1993.

## Tracce
1. Twenty Five Hours a Day – 3:50 (Rob Hyman, Eric Bazilian, Jerry Lynn Williams)
2. Boys Will Be Boys – 4:42 (Hyman, Bazilian, Cyndi Lauper)
3. Shadow of Jesus – 5:35 (Bazilian, Glenn Goss)
4. Great Big American Car – 5:16 (Hyman, Bazilian, Wendy Waldman)
5. Private Emotion – 3:58 (Hyman, Bazilian)
6. Driftin' Away – 4:57 (Hyman, Bazilian)
7. Dancing on the Edge – 3:38 (Hyman, Bazilian, John Bettis)
8. All Around the Place – 3:45 (Hyman, Bazilian)
9. One Too Many Nights – 4:25 (Hyman, Bazilian)
10. Nobody But You – 5:21 (Hyman, Bazilian, Williams)

## Formazione
The Hooters
- Rob Hyman – voce, piano, organo, sintetizzatore, Mellotron, fisarmonica, percussioni, melodica
- Eric Bazilian – voce, chitarra, mandolino, basso, sitar, melodica, sassofono, recorder, sintetizzatore, percussioni
- David Uosikkinen – batteria, percussioni
- John Lilley – chitarra, voce
- Fran Smith Jr. – basso, voce, tamburello
- Mindy Jostyn – violino, voce, chitarra, armonica, arrangiamento archi

Altri musicisti
- Cyndi Lauper – voce in "Boys Will Be Boys"
- The Memphis Horns:  
  - Andrew Love – sassofono tenore in "All Around the Place" e "Nobody But You"
  - Wayne Jackson – tromba, trombone in "All Around the Place" e "Nobody But You"
- Linda Minke – violoncello in "Shadow of Jesus"
- Max Huls – violino in "Shadow of Jesus"